# Ахатна совица
Ахатна совица (Phlogophora meticulosa) јесте ноћни лептир из породице совица.

## Распрострањење и станиште
Ахатна совица је широко распрострањена у Европи. Налази се у Западној и Централној Азији, као и у Северној Африци. Северно од Алпа је смањен број гусеница које преживе зиму, због велике хладноће. Кад су зиме топле, гусенице се могу наћи и у фебруару. Може се наћи на свим стаништима. У Србији је честа врста.

## Опис
Има распон крила од 45 до 50 цм. Боја предљих крила је смеђе- зелена, а на средини тамно зелена и роза боја формирају облик угла, или латинично "в". Сезона летења им је од маја до октобра али се могу наћи током целе године. Јаја полажу на разним биљкама. Одрасле гусенице су дугачке око 45 мм, зелене боје са тамнијим линијама и белим тачкама. Ларва се улутка на околном земљишту или међу опалим лишћем.

## Биологија
Ахатна совица има више генерација годишње. Привлачи их ноћно светло. Гусенице се хране разним биљкама. Презимљавају у стадијуму гусенице. 